# Rosa Kugelorchis
Die Rosa Kugelorchis (Traunsteinera globosa), meist Rote Kugelorchis und auch nur Kugelorchis oder Kugelknabenkraut genannt, ist eine Pflanzenart aus der Gattung der Kugelorchis (Traunsteinera) in der Familie der Orchideen (Orchidaceae).

## Beschreibung

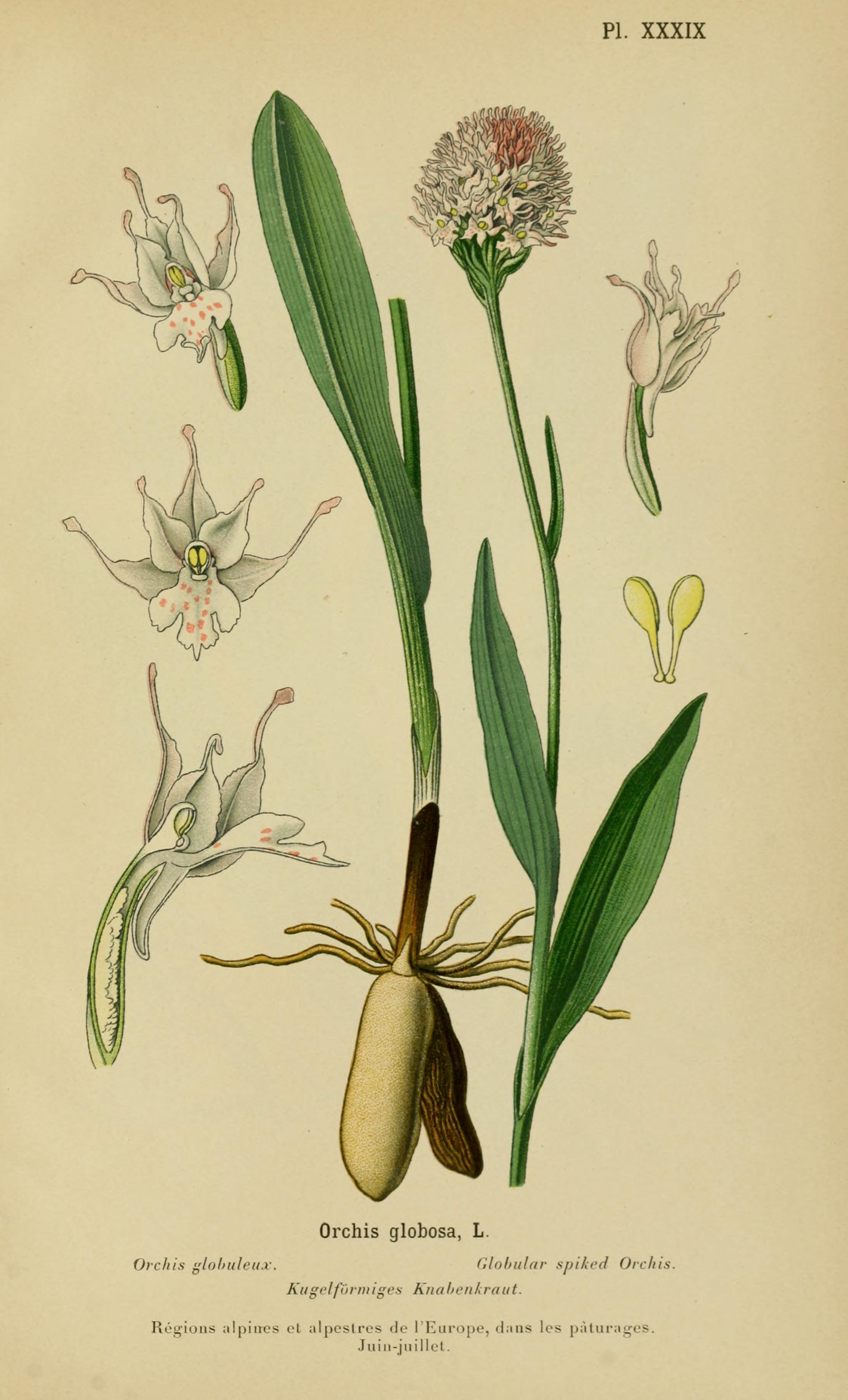
Illustration aus Album des orchidées de l'Europe centrale et septentrionale, 1899

### Vegetative Merkmale
Die Rosa Kugelorchis ist eine ausdauernde, krautige Pflanze, die Wuchshöhen von etwa 20 bis 60 Zentimetern erreicht. Vier bis sechs aufrechte Laubblätter sind wechselständig am dünnen Stängel verteilt. Die einfache Blattspreite ist lanzettlich und von bläulich-grüner Farbe.

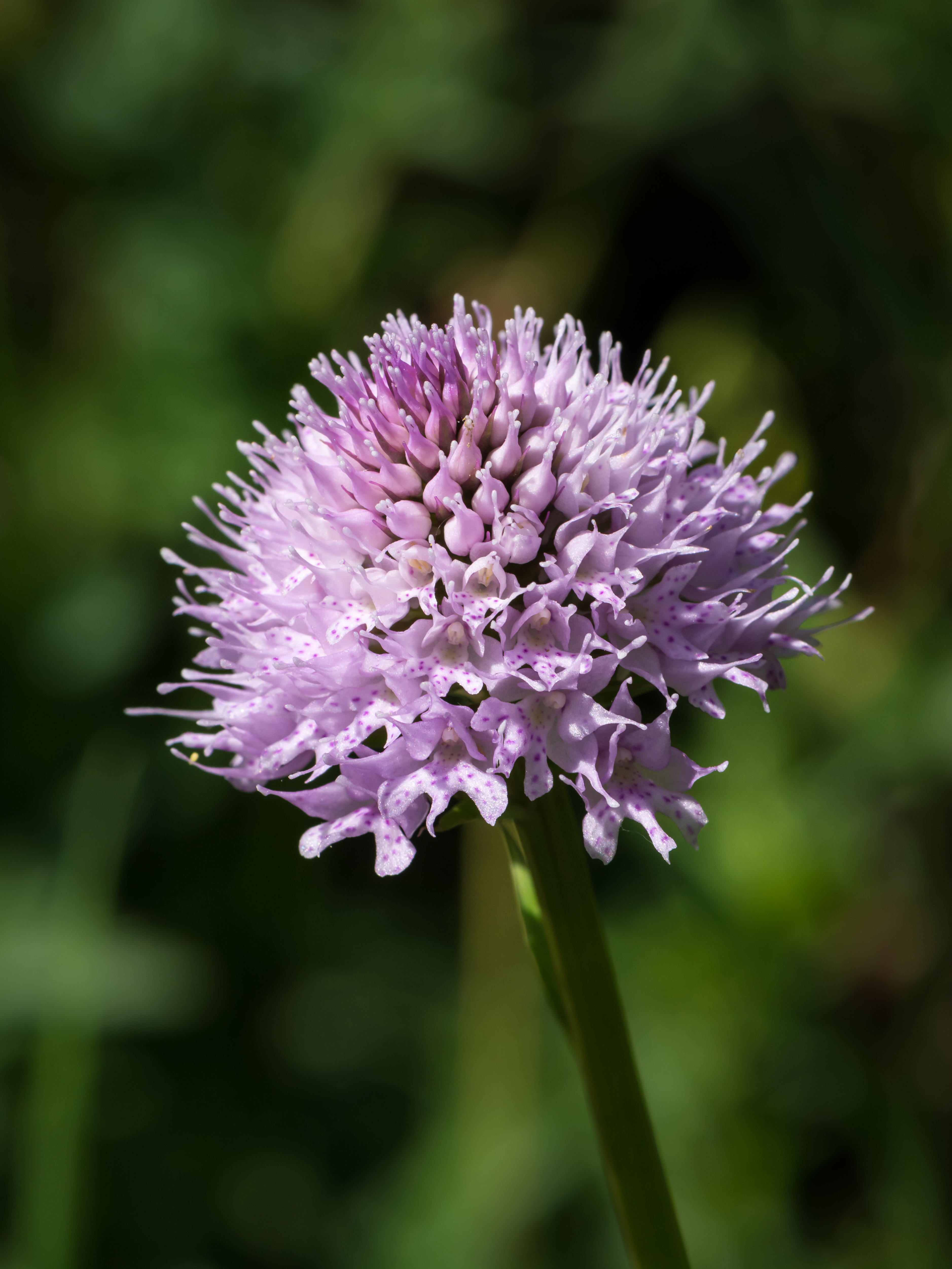
Blütenstand

### Generative Merkmale
Die Blütezeit reicht von Juni bis Juli. Der anfangs pyramidenförmige Blütenstand wird später halbkugelig bis eiförmig; in ihm stehen viele Blüten sehr dicht zusammen. Er ist 2,5 bis 5,5 Zentimeter lang und umfasst 25 bis 100 Blüten. Die Tragblätter sind schmal lanzettlich und etwa so lang wie der Fruchtknoten.
Die zwittrige Blüte ist zygomorph und dreizählig. Die Blütenhüllblätter sind rosafarben mit purpurroten Punkten auf der Lippe. Die Sepalen sind lang ausgezogen mit knopfartiger Spitze. Der Mittellappen der dreispaltigen Lippe hat eine aufgesetzte Spitze. Der zylindrische Sporn ist kürzer als der Fruchtknoten.

### Chromosomensatz
Die Chromosomenzahl beträgt 2n = 42.

## Vorkommen
Die Rosa Kugelorchis gedeiht in europäischen Gebirgen von den Pyrenäen bis zum Balkan und bis zum Kaukasus.
Die Rosa Kugelorchis wächst von der collinen bis zur subalpinen Höhenstufe. In Europa kommt sie in Höhenlagen von 250 bis 2630 Metern vor. Nach Baumann und Künkele hat die Rosa Kugelorchis in den Alpenländern folgende Höhengrenzen: Deutschland 420–2110 Meter, Frankreich 570–2600 Meter, Schweiz 450–2630 Meter, Liechtenstein 430–2100 Meter, Österreich 360–2200 Meter, Italien 390–2500 Meter, Slowenien 250–1840 Meter. In Deutschland steigt sie in den Alpen bis zu einer Höhenlage von 2150 Metern auf. So kommt sie in den Allgäuer Alpen in Höhenlagen von 850 is 2150 Metern vor. Am Linkerskopf in Bayern erreicht sie eine Höhenlage von 2150 Metern. In Österreich ist die Rosa Kugelorchis zerstreut anzutreffen, fehlt im Burgenland und ist in Wien ausgestorben.
Diese kalkliebende Pflanze gedeiht am besten auf frische Kalk-Magerrasen oder Bergwiesen, in der subalpinen Höhenstufe auch Wildheu-Hänge. Sie gedeiht in Pflanzengesellschaften der Verbände Caricion ferrugineae, Calamagrostion, Mesobromion oder Polygono-Trisetion.
Die ökologischen Zeigerwerte nach Landolt et al. 2010 sind in der Schweiz: Feuchtezahl F = 3+w (feucht aber mäßig wechselnd), Lichtzahl L = 4 (hell), Reaktionszahl R = 4 (neutral bis basisch), Temperaturzahl T = 2 (subalpin), Nährstoffzahl N = 3 (mäßig nährstoffarm bis mäßig nährstoffreich), Kontinentalitätszahl K = 3 (subozeanisch bis subkontinental).

## Naturschutz
Die Art ist in Deutschland durch die BArtSchV besonders geschützt. Sie ist in Baden-Württemberg „vom Aussterben bedroht“. In der Schweiz gilt sie als „nicht gefährdet“.

## Taxonomie und Systematik
Die Erstveröffentlichung erfolgte 1759 unter dem Namen (Basionym) Orchis globosa durch Carl von Linné in Systema Naturae, 10. Auflage, Band 2, S. 1242. Das Artepitheton globosa bedeutet kugelförmig. Die Neukombination zu Traunsteinera globosa (L.) Rchb. wurde 1842 durch Heinrich Gottlieb Ludwig Reichenbach in Flora Saxonica, S. 87 veröffentlicht. Der Gattungsname ehrt den österreichischen Apotheker und Botaniker Joseph Traunsteiner (1798–1850).
Die Gattung Traunsteinera umfasst nur 2 Arten. Außer Traunsteinera globosa gibt es noch Traunsteinera sphaerica (M.Bieb.) Schltr., die in der Türkei, im Kaukasusraum und auf der Krim vorkommt.